# Porte du Peyrou

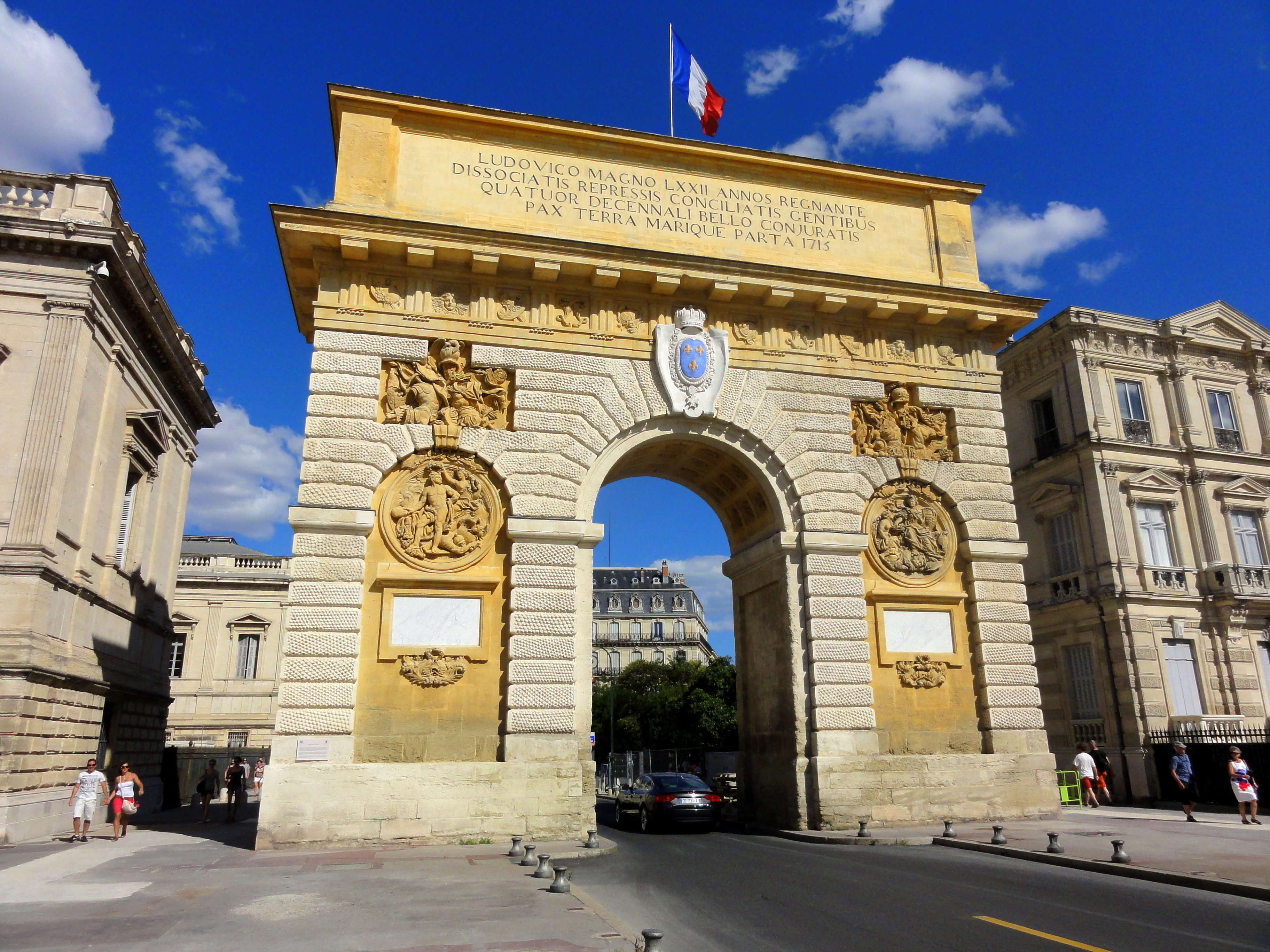
Porte du Peyrou ofwel Triomfboog voor de Zonnekoning in Montpellier; zicht vanuit de Promenade du Peyrou

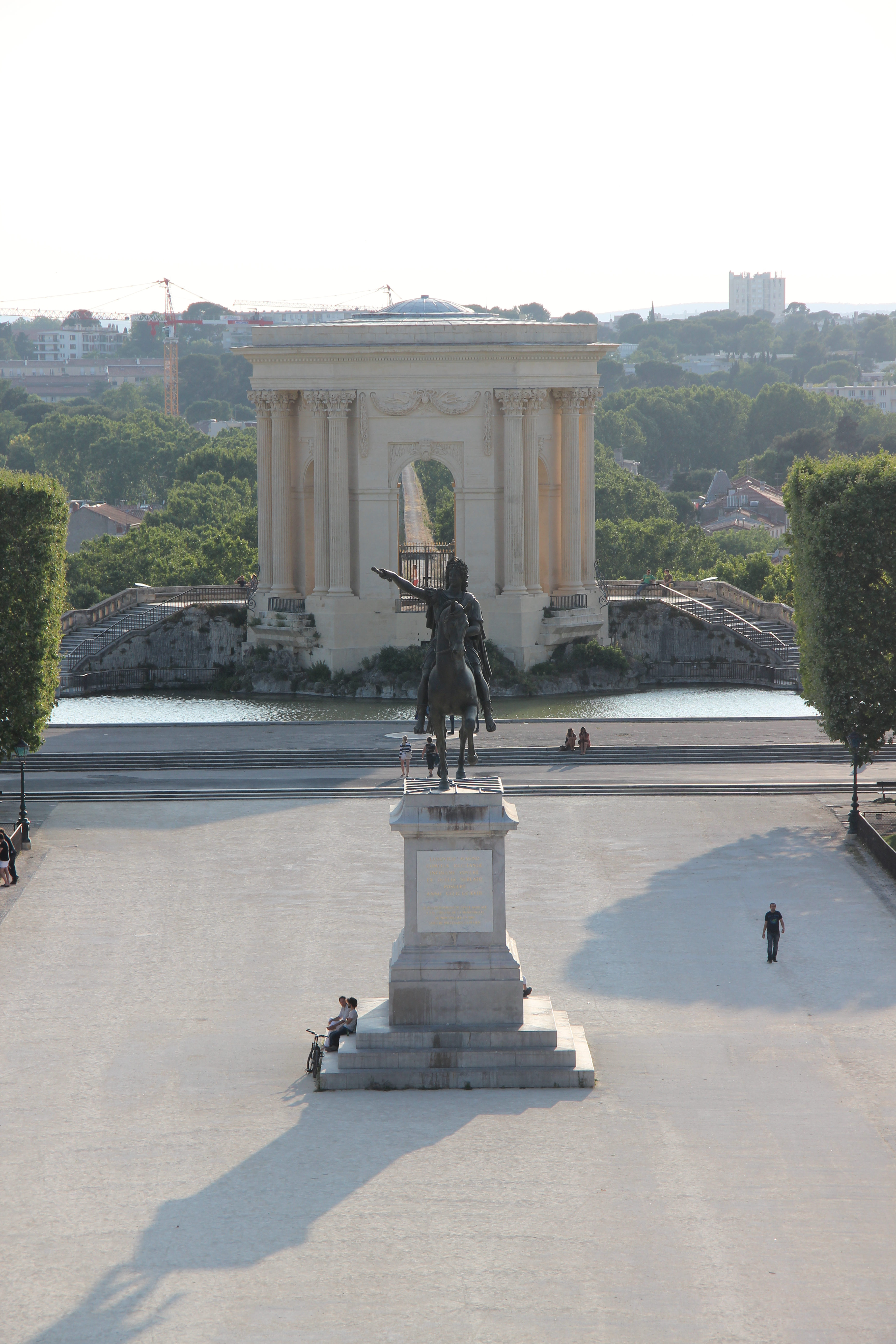
Zicht vanop de Porte du Peyrou op de Promenade du Peyrou met de Watertoren Le Peyrou

De Porte du Peyrou is een triomfboog (1692) voor koning Lodewijk XIV van Frankrijk, ook de Zonnekoning genoemd, in de stad Montpellier, in het departement Hérault. Het staat in de plaats van een middeleeuwse toegangspoort, de meest westelijke stadspoort, die is moeten wijken. Aan de stadszijde ligt de rue Foch en aan de andere zijde ligt de Promenade du Peyrou met het ruiterstandbeeld van de Zonnekoning en de watertoren.
Het gebouw, een stadspoort, is in Dorische stijl. Het is 15 meter lang en 2 meter breed; de doorgang is 7 meter hoog. 

## Historiek
In 1691 startte de bouw van de triomfboog ter ere van de Zonnekoning. Initiatiefnemer was Nicolas de Lamoignon de Basville, intendant van de Languedoc. Een jaar later was ze klaar. Deze staat op het hoogste punt van het oude stadscentrum. Pas in de 18e eeuw werd de promenade du Peyrou mooi aangelegd, tezamen met het ruiterstandbeeld. Tijdens het ancien régime werd de Promenade du Peyrou ook Place Royale genoemd. De architect van de triomfboog was Charles-Augustin Daviler, destijds architect in dienst van de provincie Languedoc van het koninkrijk Frankrijk. Het doel van het poortgebouw was de glorie van de Zonnekoning te tonen.
Tijdens de Franse Revolutie sloegen revolutionairen een aantal koninklijke symbolen stuk. Deze werden in de 19e eeuw hersteld.
In 1943 erkende de regering van Vichy-Frankrijk de Porte du Peyrou als monument historique, alsook het aanliggend stadsgezicht van de Promenade du Peyrou.
In 2003 werd tijdens restauratiewerken aandacht besteed aan het herstellen van de oorspronkelijke kleuren. Boven op de triomfboog heeft de bezoeker een goed uitzicht over het stadscentrum en over de Promenade du Peyrou.

## Militaire triomfen
Boven de triomfboog, aan de zijde van de Promenade du Peyrou staat de volgende tekst in het Latijn: Ludovico magno LXXII annos regnante dissociatis repressis conciliatis gentibus quatuor decennali bello conjuratis pax terra marique parta 1715. Dit betekent: (Ter ere van) Lodewijk de Grote, die 72 jaren regeerde. Hij heeft vrede te land en ter zee voortgebracht nadat hij geallieerde volkeren uit elkaar getrokken en verslagen heeft, gedurende een oorlog van vier decennia.
Van de hand van Philippe Bertrand zijn er vier medaillons te vinden op de muren van de triomfboog. Aan de stadszijde staan de volgende twee medaillons:
- Het Edict van Fontainebleau dat de vrijheden van de protestanten in het Edict van Nantes afschafte. De tekst in het Latijn luidt: extincta heresi of de ketterij is uitgedoofd.
- Het Canal du Midi die de Golf van Biskaje (Atlantische Oceaan) verbindt met de Middellandse Zee. De tekst in het Latijn luidt: junctis oceano et mediterraneo mari of de Oceaan en de Middellandse Zee verbonden.

Aan de zijde van de Promenade du Peyrou staan de volgende twee medaillons, alle twee in relatie tot de Negenjarige Oorlog:
- Hercules, als afbeelding van de Zonnekoning. De godin Victoria kroont Hercules met een lauwerkrans. Aan zijn voeten ligt een gevallen soldaat. Dit medaillon verwijst naar de Franse overwinning in de Zuid-Nederlandse stad Bergen (april 1691). De adelaar, als symbool van het Franse leger, zit bovenop de stad Bergen.
- De Zonnekoning als gelauwerde Hercules, houdt achter zich een schild met de zon, symbool van de Zonnekoning. Hij ontvangt van Victoria de sleutels van alle Belgische steden, naar aanleiding van het succesvolle Beleg van Namen. Een leeuw ligt verslagen onder zijn voeten. De leeuw stelt de Coalitie voor van het Koninkrijk Spanje, het Heilige Roomse Rijk en de Republiek der Zeven Verenigde Nederlanden. De tekst in het Latijn luidt: Sub oculis hostium Belgii arcibus expugnatis of voor de ogen van de vijanden de Belgische burchten veroverd.[6]

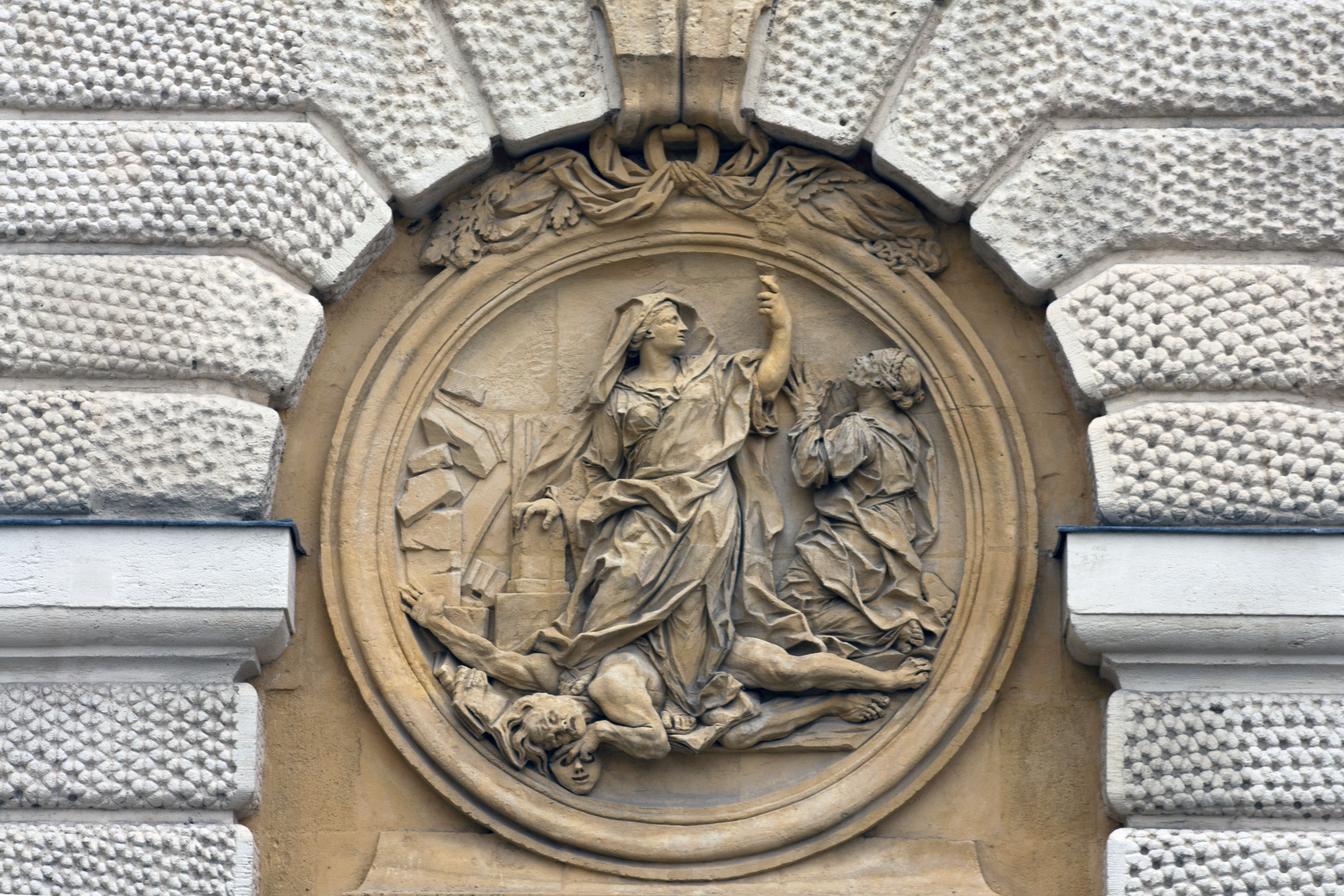
Edict van Fontainebleau
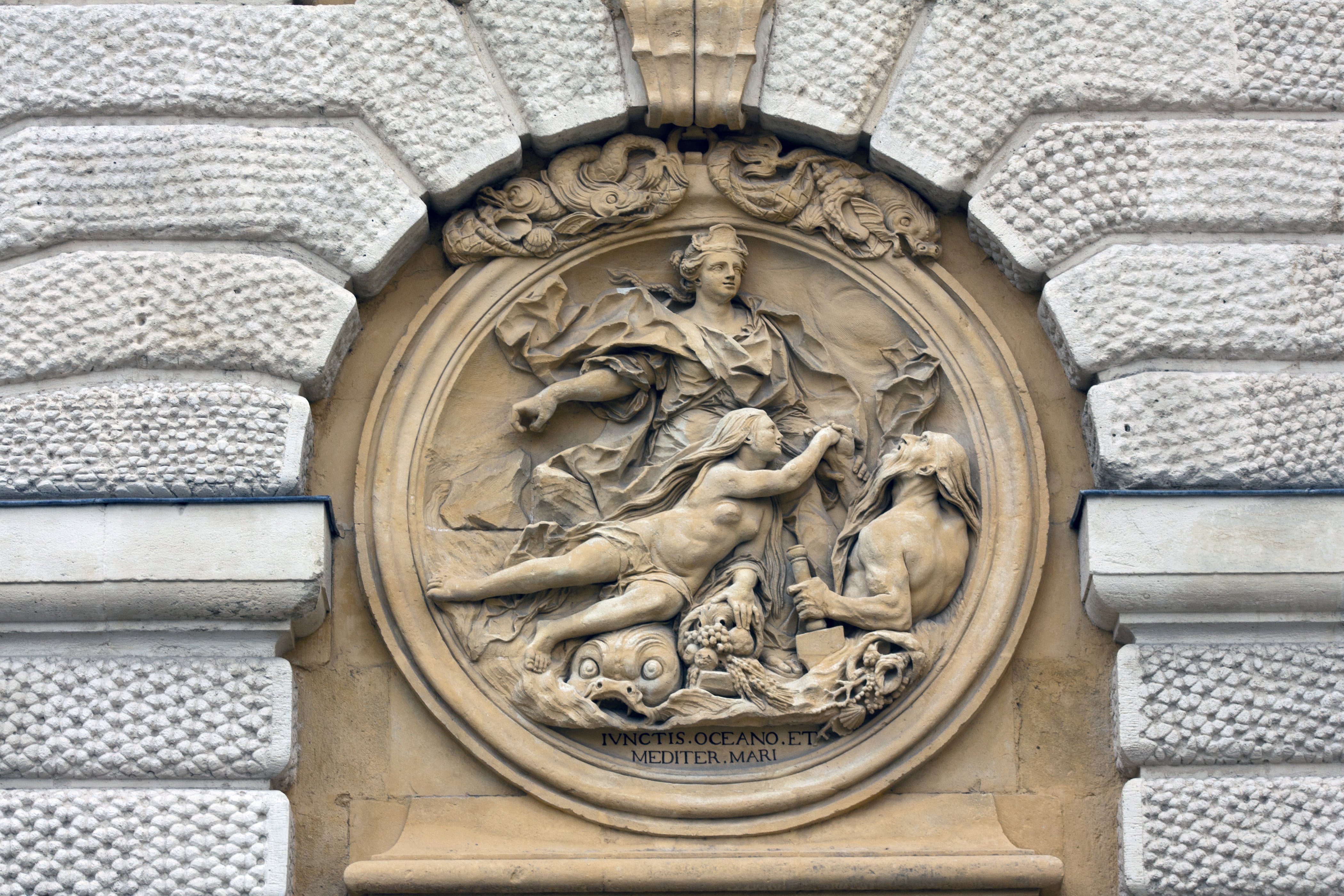
Canal du Midi
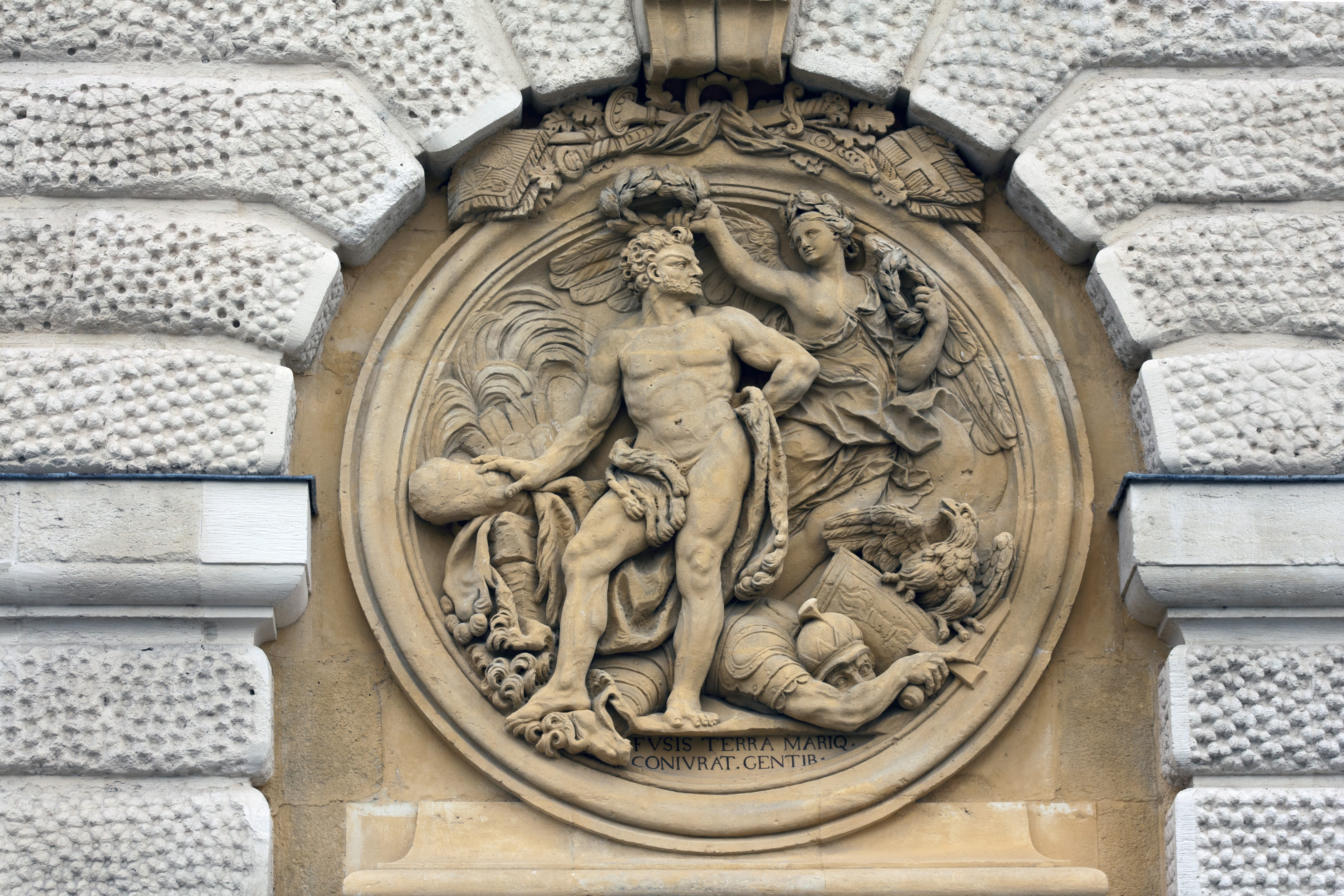
Verovering van Bergen in de Spaanse Nederlanden (1691)
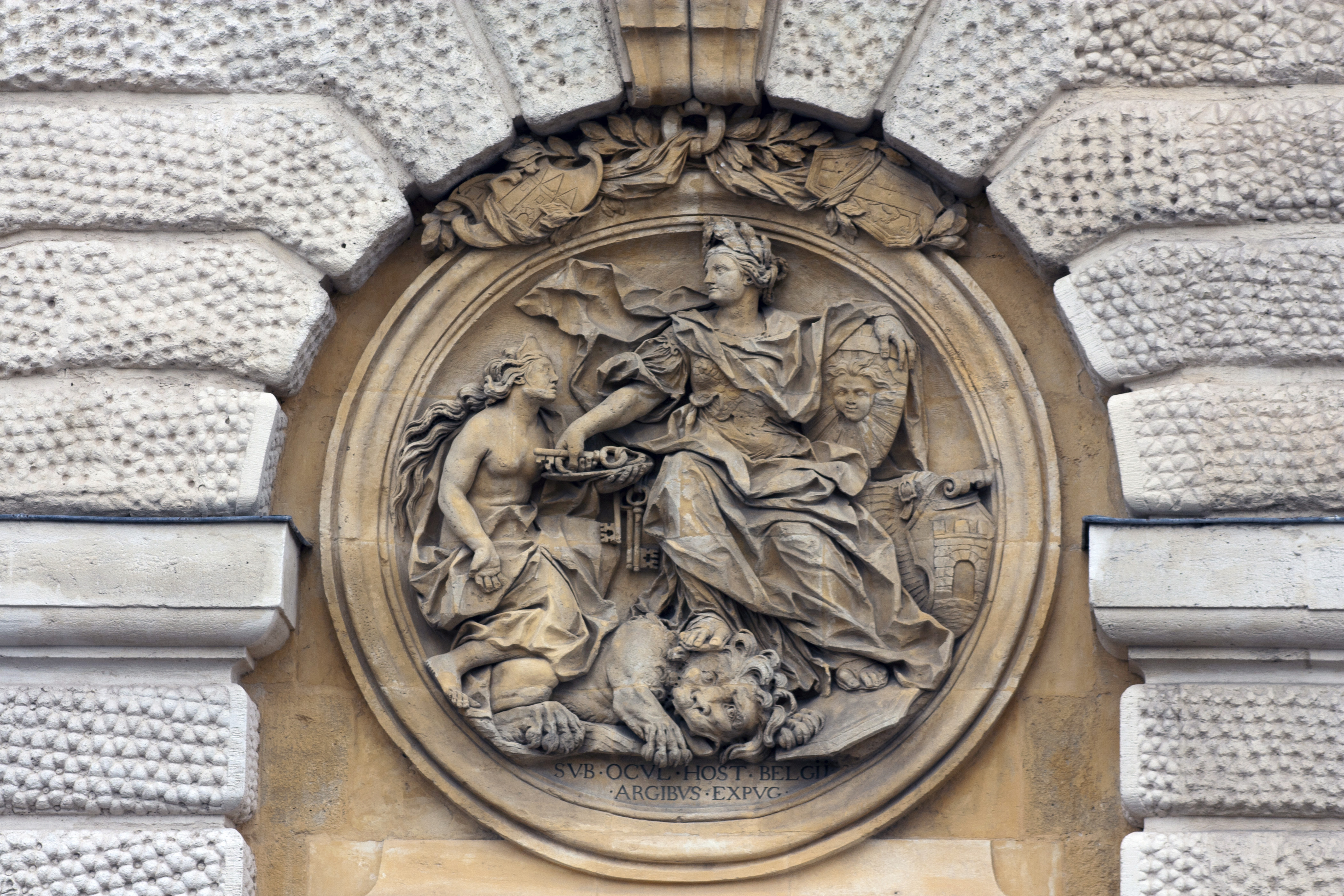
Verovering van Namen in de Spaanse Nederlanden (1692)